# 九龍塘學校（小學部）
九龍塘學校（小學部）（英語：Kowloon Tong School (Primary Section)），是位於九龍塘金巴倫道舒梨里2721地段的一所私立小學，由黃澤南於1936年創立，創校至2000年9月之前仍設有幼稚園部。該校校長為梁綺華。

## 校政管理
歷任校監
- 譚澤霖 先生[2]
- 1988年至？：楊卓堅 先生[3]
- 鮑文宜 先生

歷任校長
- 1936年至1945年：黃澤南 先生（創辦人）
- 1945年至1973年：葉不秋 女士[2]
- 1973年至1988年：黎成釗 先生
- 1988年至1996年：黃潔蓮 女士（兼任幼稚園部校長）[4]
- 1996年至2021年：楊美娟 女士[3]
- 2021年至今：梁綺華 女士

歷任副校長
- 1936年至1945年：葉不秋 女士
- ？至2021年：梁綺華 女士
- 2021至今 ： 蔡南生 先生

## 辦學宗旨

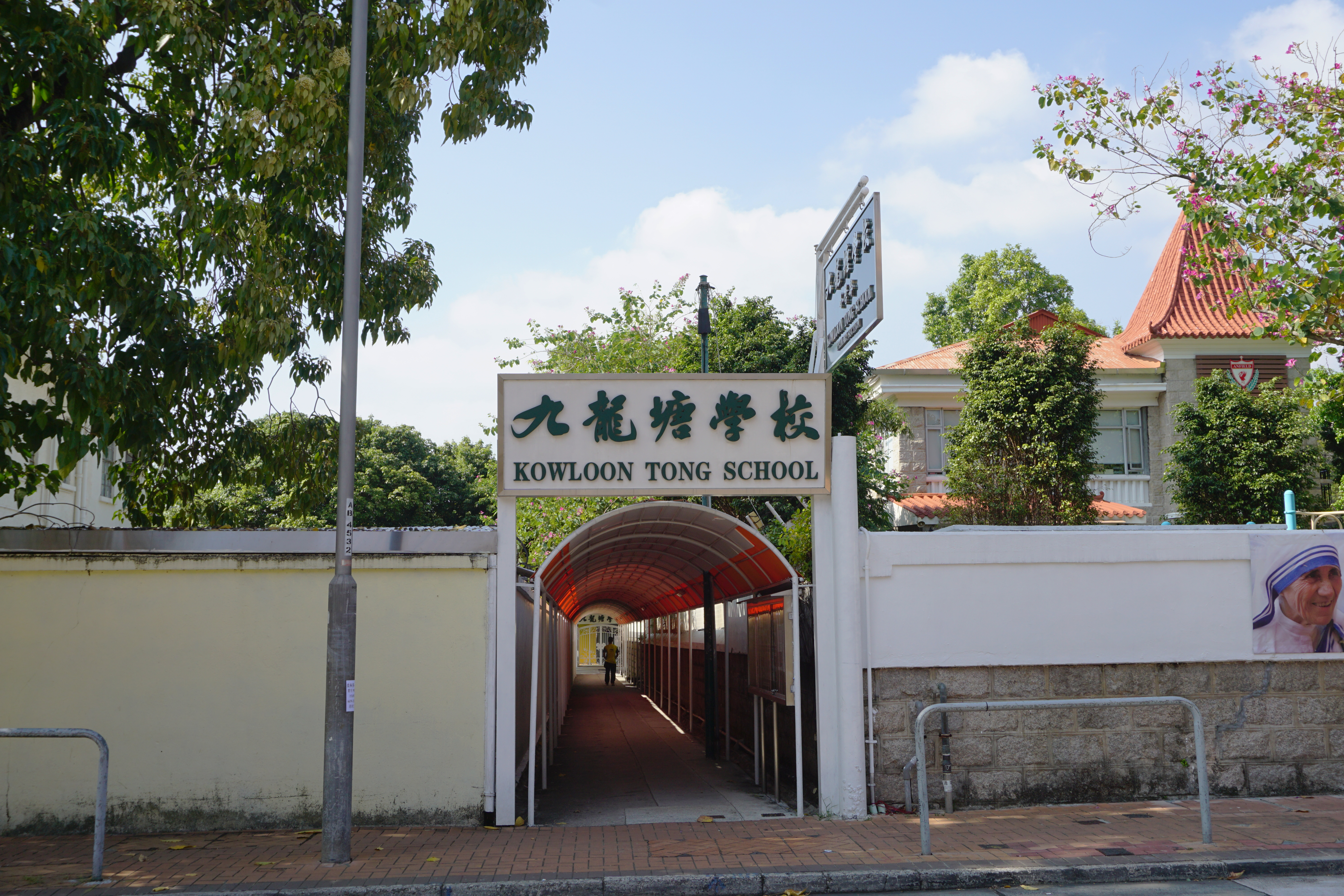
九龍塘學校（小學部）入口

校訓為「勤、慎、禮、儉」（勤奮好學，慎言律己，禮義謙遜，儉樸無華）

## 著名/傑出校友
商界
- 劉兆樺（1993年）：前僑雄國際執行董事、「世界傑出華人青年」及「世界傑出華人青年企業家獎」得主，原名劉兆華[7]
- 葉仲午（1937年曾就讀）：環球國際集團主席兼行政總裁
- 董建成（1953年小四）：東方海外（國際）有限公司主席
- 冼祖昭：前香港聯合交易所主席[8]
- 洪子健（1992年）：模型家及商人、亞洲區首位及唯一一位香港樂高積木專業認證大師[9]
- 查懋聲（1954年）：香港興業主席[10]
- 方剛：香港商人及前香港立法會議員
- 田北俊（1952年幼稚園）：香港政商界人士[11]

演藝、傳媒界
- 白先勇（1948年曾就讀）：著名文學家
- 黃偉文（1981年）：著名填詞人
- 陳秉鵬（1966年）：著名設計師
- 羅乃新：香港鋼琴演奏家[12]
- 劉天賜（1956年小二）：著名作家及資深傳媒人[13]
- 陳卓楓（2006年）：汽車傳媒人及YouTuber
- 鄭嘉樂（2010年）：放學ICU小主持香港著名童星
- 麥貝夷（1998年）：歌手、舞台劇演員，原名麥翠蘭[14]
- 單立文（1970年）：香港著名男藝人
- 梁韻蕊（1974年）：1982年香港小姐競選冠軍[15]
- 柳影虹：香港女藝人[註 1]
- 姜大衛（1953年幼稚園[16]；1950年代初小）：香港男演員
- 秦沛（1958年）：香港男演員，原名姜昌年[17]
- 周慶樑（1958年）：前香港配音員[17]
- 爾冬陞（初小肄業）：香港電影導演及男演員
- 方麗盈（小一及小二）：香港女歌手 [註 2]
- 施念慈（1985年）：前香港女演員[18]
- 唐海汶（2006年）：香港財經新聞主播

政治、公共事業界
- 廖端麗（1960年）：前聯合國首席翻譯官[19]
- 廖秀冬（1957年幼稚園；1963年小六）：前環境運輸及工務局局長[20][21]
- 羅智光（1964年小四）：公務員事務局局長[22]
- 劉嘉鴻（1988年）：香港政治人物[23]
- 劉怡翔（1961年）：前財經事務及庫務局局長[24]

體育、醫學界
- 張家朗：香港劍擊運動員（曾入讀該校2年）
- 余承謙：香港三項鐵人代表隊
- 李國銘（1963年）：香港中文大學醫學及治療學系、風濕病學系主任[21]
- 莫樹錦（1972年）：香港中文大學醫學院臨床腫瘤學系教授[25]

教育界
- 樊善標（1971年幼稚園；1977年小六）：香港中文大學中國語言及文學系教授[26][27]

## 外部連結
- 九龍塘學校 (小學部) （页面存档备份，存于）